# Осада Иерусалима (63 год до н. э.)
Осада Иерусалима в 63 году до н. э. произошла во время кампаний Помпея Великого на Востоке, незадолго после победы римлян в Третьей Митридатовой войне. Гиркан II попросил Помпея о помощи в своём конфликте между ним и Аристобулом II за трон Хасмонейского Царства. Захват Иерусалима Помпеем, однако, положил конец иудейской независимости. Иудея стала протекторатом Римской республики.

## Предыстория
После смерти хасмонейской королевы Александры Саломеи в Иудее сразу же разразилась гражданская война между двумя её сыновьями, Гирканом и Аристобулом. После того, как Аристобул изгнал своего старшего брата, лишив его трона и сана первосвященника, Антипатр Идумеянин посоветовал Гиркану обратиться за помощью к царю набатейцев Арете III. В обмен на обещание территориальных уступок Арета послал на подмогу Гиркану 50 000 солдат, и их объединённые силы осадили Аристобула в Иерусалиме.
Помпей, после успешного завершения Третьей Митридатовой войны, провёл 64 и 63 годы до н. э. в только что созданной Сирийской провинции, наводя порядок в регионе. После начала событий в Иудее, Эмилий Скавр, легат Помпея в Дамаске, прибыл в Иерусалим. Со Скавром вели переговоры и Гиркан, и Аристобул, однако Скавр склонился на сторону Аристобула после взятки, и Скавр приказал Арете прекратить осаду города. После того, как армия набатийцев начала отходить в сторону Аммана, Аристобул начал преследование и в итоге одержал победу над ними при Папироне.
Когда Помпей лично приехал в Дамаск в 63 году до н. э., он встретился с обоими враждующими братьями. Помпей оповестил противостоящие стороны о том, что он решит их проблему после того, как приедет в Иудею. Аристобул не стал дожидаться решения Помпея и покинул Дамаск, чтобы укрыться в крепости Александрион. Это возмутило Помпея и он выступил с войском в Иудею. При виде его сил Аристобулу пришлось сдаться. Тем не менее, когда Авл Габиний повёл своих солдат на Иерусалим, сторонники Аристобула отказались впускать римлян в город. Это ещё больше разозлило Помпея, и он приказал арестовать Аристобула и начать подготовку осады.

## Осада
Когда Помпей прибыл к стенам Иерусалима, он лично оценил обстановку в городе:
К счастью для него, У Гиркана всё ещё оставались сторонники в городе. Они открыли врата, которые, вероятно, находились в северо-западной части городских стен, и впустили римлян. Это позволило Помпею закрепиться в верхнем городе, включая Царский дворец, в то время как сторонники Аристобула продолжали удерживать восточную часть города, в том числе Храмовую гору и Город Давида. Иудеи укрепили свои позиции, обрушив мост через долину Тиропеон, соединявшую верхний город с Храмовой горой. Помпей предложил защитникам сдаться, но когда те отказались, продолжил осаду с удвоенной энергичностью. Он приказал своим войскам возвести укреплённую линию вокруг позиций, удерживаемых иудеями и затем расположился лагерем внутри городских стен, к северу от Храма. Здесь же находился перевал, по которому можно было пройти в Храм, который охранялся крепостью, известной как Барис, и укреплённой рвом. Второй лагерь римлян располагался к юго-востоку от Храма.
Затем римские войска начали забрасывать ров у северной части ограждения Храма и возводить два вала, один рядом с Барис, и ещё один к западу, в то время как защитники, занимая более выгодную позицию, пытались помешать усилиям римлян. Когда с насыпью было покончено, Помпей построил осадные башни и привёз осадные орудия и тараны из Сура. Под прикрытием воинов, вооружённых пращами, которые выбивали защитников со стен, остальные римские войска начали таранить стену вокруг Храма. После трёх месяцев солдатам Помпея наконец удалось разрушить одну из башен крепости и пробиться к Храму, одновременно со стороны цитадели и с запада. Фавст Корнелий Сулла, сын бывшего диктатора и один из старших офицеров в армии Помпея, был первым, кто ворвался за стены. Сразу же за ним следовали два центуриона, Фурий и Фабий, каждый из которых вёл свою когорту. В последовавшей схватке римляне одержали полную победу над иудеями, 12 000 которых было убито, в то время как римляне понесли незначительные потери.
Помпей лично вошёл в святую святых Храма, куда мог входить только главный жрец, тем самым осквернив это место. Никаких сокровищ оттуда он не взял, и на следующий день приказал привести Храм в порядок и продолжить богослужения в нём. Затем Помпей поспешил в Рим, взяв с собой Аристобула для участия в триумфальной процессии.

## Последствия
Для Хасмонейского царства осада и захват Иерусалима были настоящей катастрофой. Помпей восстановил Гиркана II в качестве Первосвященника, однако отобрал у него царский титул, хотя позже, в 47-м году до н. э., Рим признал его в качества этнарха.
Иудея осталась автономна, но её жители стали обязаны платить дань и оказались в подчинении у римской администрации в Сирии. Царство было расчленено: иудеи были вынуждены уступить земли у моря, тем самым оставаясь без выхода к Средиземноморью, а также части Идумеи и Самарии. Несколько городов эллинов, находившихся на бывшей территории Иудеи, получили автономию и сформировали Декаполис.